# A Man Can Make a Difference
A Man Can Make a Difference ist ein deutscher Dokumentarfilm von Ullabritt Horn. Der Film porträtiert den US-amerikanischen Juristen Benjamin Ferencz, der 1947 als 27-Jähriger zum Chefankläger des Nürnberger Einsatzgruppen-Prozesses berufen wurde. Die Premiere des Films war beim International Documentary Film Festival Amsterdam. Der Kinostart in Deutschland und Österreich war kurz darauf am 12. November 2015.

## Inhalt

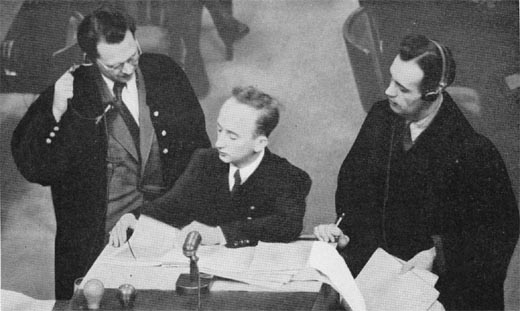
Benjamin Ferencz (Mitte) im Einsatzgruppen-Prozess (1947/48)

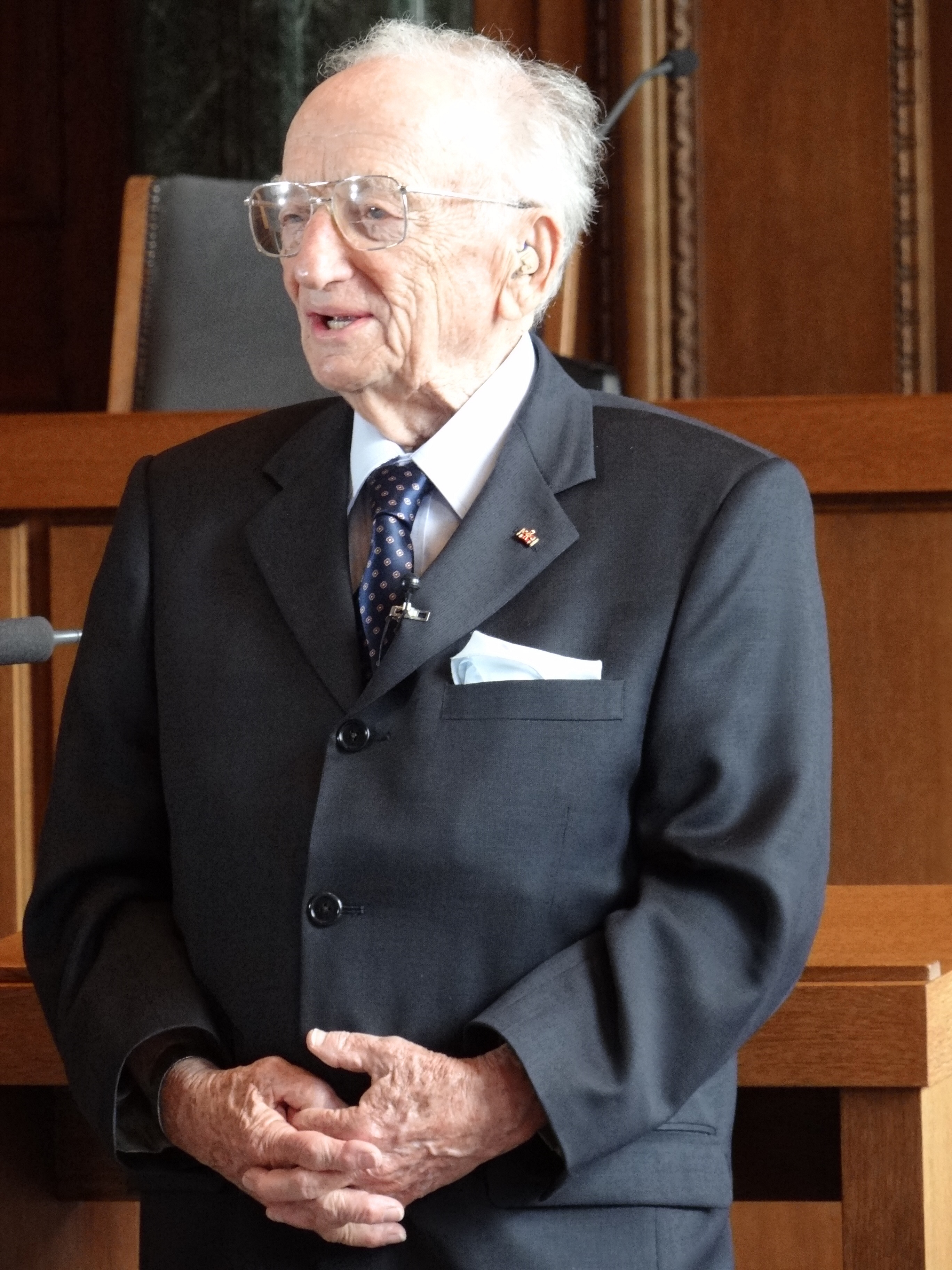
Ferencz 2012 im Sitzungssaal der damaligen Nürnberger Prozesse

Benjamin Ferencz, der letzte noch lebende Chefankläger der Nürnberger Kriegsverbrecherprozesse (1945–1949), erinnert sich im damaligen Gerichtssaal an die Verhandlungen gegen die Verantwortlichen der Nazi-Verbrechen. Ferencz wurde als US-Soldat abgestellt, nach der Befreiung der Konzentrationslager Unterlagen und Beweise zu sichern. Er wurde schließlich Chefankläger im Einsatzgruppen-Prozess gegen ehemalige SS-Mitglieder.
Ferencz hatte als Kind rumänisch-jüdischer Einwanderer das Glück, wegen seiner guten Leistungen nach Harvard gehen zu dürfen, obwohl seine Familie in New York in bitterster Armut lebte. Vor diesem Hintergrund setzte er sich zeit seines Lebens für die Schwächsten ein mit dem Schwerpunkt in der Ahndung von Kriegsverbrechen. Zudem stieß er die Reparationszahlungen für jüdische KZ-Opfer sowie die Errichtung des Internationalen Strafgerichtshofs in Den Haag mit an.
Ullabritt Horn reist mit Ferencz zurück an die Schauplätze der Prozesse und lässt mittels damaliger Aufzeichnungen und aktueller Interviews die Ereignisse aufleben.

## Kritik
Der Filmdienst bemerkte, das „gelungene“ Porträt zeichne anhand „einer unaufgeregten Kompilation“ von „Interview- und Archivmaterial sowie aktuellen Auftritten des rüstig-eloquenten Ferencz“ nach, wie ein „Einzelner auch aufgrund seiner eigenen Erfahrung mit Vertreibung und Armut entscheidend ins Weltgeschehen eingreifen konnte“. Dabei gefalle sich Ferencz „in seiner Rolle als Ankläger der Weltgeschichte, bleibt dabei aber immer sympathisch auf dem Boden, weil er die posttraumatischen Folgen dieser grausamen Zeit für sich selbst nicht vergisst“.

## Auszeichnungen
- 2015: Bester Dokumentarfilm bei den Biberacher Filmfestspielen
- 2015: Prädikat „besonders wertvoll“ der Deutschen Film- und Medienbewertung (FBW)[4]